# Gracilodes nysa
Gracilodes nysa är en fjärilsart som beskrevs av Achille Guenée 1852. Gracilodes nysa ingår i släktet Gracilodes och familjen nattflyn. Inga underarter finns listade i Catalogue of Life.